# Как, Субхаш
Субхаш Как (англ. Subhash Kak, хинди सुभाष काक; род. 26 марта 1947, Сринагар, Кашмир) — индо-американский учёный в области информатики, заведующий кафедрой информатики Университета штата Оклахома. Наибольшую известность получил своими индологическими публикациями по истории, философии науки, древней астрономии и истории математики. В области информатики опубликовал работы по криптографии и квантовой информации.
В своей книге The Astronomical Code of the Rgveda (1994) Субхаш Как пишет об астрономии в ведийский период и выступает в поддержку индуистской националистической идеологии «коренных ариев», ставя под сомнение принятые в науке теории об индоарийских миграциях. Хронология Субхаша Кака и его астрономические расчёты подвергаются критике со стороны ряда индологов (Майкл Витцель) и историков науки (Ким Плофкер) В 2000-е годы интерпретации Субхаша Кака были включены в обзорные научные публикации по истории индийской астрономии.

## Книги
- Patanjali and Cognitive Science (1987)
- India at Century’s End, South Asia Books / Voice of India[англ.], (1994) ISBN 81-85990-14-X
- Georg Feuerstein[нем.], Subhash Kak, David Frawley, In Search of the Cradle of Civilization[англ.], Ill: Quest Books, (1995, 2001) ISBN 0-8356-0741-0.
- The Astronomical Code of the Rigveda[англ.]; Munshiram Manoharlal (2000), ISBN 81-215-0986-6
- Computing Science in Ancient India; Munshiram Manoharlal (2001)
- The Wishing Tree: The Presence and Promise of India, Munshiram Manoharlal (2001), ISBN 81-215-1032-5
- The Gods Within: Mind, Consciousness and the Vedic Tradition, Munshiram Manoharlal (2002) ISBN 81-215-1063-5
- The Asvamedha: The Rite and Its Logic, Motilal Banarsidass Publishers, (2002) ISBN 81-208-1877-6
- The Nature of Physical Reality, Peter Lang Pub Inc, 1986, ISBN 0-8204-0310-5
- «The Prajna Sutra: Aphorisms of Intuition», 2003.
- The Architecture of Knowledge[англ.]: Quantam Mechanics, Neuroscience, Computers and Consciousness, Manohar Pubns, 2004, ISBN 81-87586-12-5
- «Recursionism and Reality: Representing and Understanding the World», 2005.
- Advances in Communications and Signal Processing, Springer, 1989. (with W.A. Porter).
- Advances in Computing and Control, Springer, 1989. (with W.A. Porter and J.L. Aravena).

Поэзия
- The Conductor of the Dead, Writers Workshop[англ.] (1973) ASIN: B0007AGFHA
- The London Bridge, Writers Workshop, Kolkata, 1977.
- The secrets of Ishbar: Poems on Kashmir and other landscapes, Vitasta (1996) ISBN 81-86588-02-7